# برنهارد إكستروم
برنهارد إكستروم (بالسويدية: Bernhard Ekström)‏ هو سياسي سويدي، ولد في 1872، وتوفي في 1952. حزبياً، نشط في حزب الوسط السويدي. وقد انتخب عضو البرلمان السويدي ‏.